# Noyal-Pontivy
Noyal-Pontivy település Franciaországban, Morbihan megyében. Lakosainak száma 3605 fő (2022. január 1.). Noyal-Pontivy Gueltas, Kerfourn, Saint-Thuriau, Pontivy, Neulliac, Évellys és Saint-Gérand-Croixanvec községekkel határos.

## Népesség
A település népességének változása:
| Lakosok száma | 2458 | 3066 | 3155 | 3558 | 3677 | 3677 | 3639 | 3605 | 3596 | 3605 |
|               | 1968 | 1982 | 1990 | 2006 | 2013 | 2015 | 2017 | 2019 | 2020 | 2022 |